# Rumjana Nejkova
Rumjana Nejkova (bolgarsko Румяна Нейкова), bolgarska veslačica, * 6. april 1973, Sofija.
Nejkova je za Bolgarijo nastopila na petih Olimpijadah; 1992, 1996, 2000, 2004 ter 2008. 
Njen trenutni trener je njen mož, Svilen Nejkov. Leta 2002 je postala bolgarska športnica leta, FISA pa jo je tega leta razglasila tudi za najboljšo veslačico na svetu. 
Z veslanjem se je Rumjana začela ukvarjati leta 1985, ko je postala članica športnega kluba CSKA Sofija. Njena prva trenerka je bila Verka Aleksieva. Leta 1989 je postala svetovna mladinska podprvakinja, leta 1990 pa je osvojila naslov svetovne mladinske prvakinje.
Skozi kariero je večkrat poskušala veslati v ženskih dvojcih in četvercih, vendar se je kasneje posvetila veslanju v enojcu. Svojo prvo medaljo na velikih tekmovanjih je osvojila leta 1999, ko je na svetovnem prvenstvu v Kanadi osvojila bronasto medaljo. Svetovna prvakinja je postala leta 2002 in 2003, leta 2005 pa je bila druga.
Na Poletnih olimpijskih igrah 2000 v Sydneyju je osvojila srebrno medaljo, ko je po fotofinišu zmaga pripadla belorusinji Ekaterini Karsten. 
Po tej olimpijadi se je za eno leto umaknila iz športa in leta 2001 rodila sina Emila. Na Poletnih olimpijskih igrah 2004 v Atenah je osvojila bronasto medaljo, ko je zaostala za nemko Katrin Rutschow-Stomporowski in Ekaterino Karsten.
Leta 2005 je na svetovnem prvenstvu veslala v dvojnem dvojcu z Migleno Markovo in osvojila srebrno medaljo.
Svojo prvo zlato olimpijsko medaljo je Nejkova osvojila na Poletnih olimpijskih igrah 2008 v Pekingu, ko je v enojcu premagala američanko Michelle Guerette ter svojo dolgoletno tekmico Ekaterino Karsten.